# Timber Wolf
Timber Wolf, alter ego di Brin Londo, è un personaggio immaginario, un supereroe nel 30º e 31º secolo dell'Universo DC ed un membro della Legione dei Super-Eroi. Proviene dal pianeta Zoon (pronunciato Zuun nelle storie successive). I suoi poteri sono una forza, una velocità e un'agilità super umane. Comparve per la prima volta in Adventure Comics n. 327 (1964) come Lone Wolf (dall'inglese, Lupo Solitario).

## Biografia del personaggio
Brin ottenne i suoi super poteri da alcuni esperimenti condotti sull'elemento immaginario chiamato Zuununio da suo padre, il Dr. Marr Londo. Un androide geloso, assistente di suo padre, di nome Karth Arn, scambiò l'identità con quella di Brin, ma la cosa fu rivelata solo quando "Lone Wolf" incontrò la Legione per la prima volta. Fu inizialmente un graduato a pieni voti dell'Accademia della Legione. Fu poi creduto morto per sei mesi, ma era invece stato rapito dal criminale Tyr (durante la prigionia acquisì delle caratteristiche lupine). Ebbe anche una relazione di lunga data con la compagna di squadra Light Lass. Si lasciarono durante un fraintendimento, quando Ayla scoprì Brin che abbracciava Saturn Girl su un asteroide congelato. Nella miniserie Timber Wolf, viaggiò indietro nel tempo, fino al XX secolo, dove combatté contro degli alieni invasori prima di ritornare alla sua linea temporale.
Nella quarta serie della Legione si de-evolse in un'enorme creatura simile ad un cane chiamata Furball ("Palla di pelo") a causa della sua esposizione alle radiazioni a causa della mancanza di cinque anni nella storia del tempo tra la 3º e la 4º serie della Legione.
Furball comparve in Crisi finale: La Legione dei 3 mondi n. 5, insieme a vari Legionari da mondi alternativi, per sconfiggere Time Trapper alla fine del tempo.
Timber Wolf ha avuto anche un fratello gemello che fece parte della Legione, ma morì dopo poche storie.

### Rinnovamento
Nel rinnovamento seguito a Ora zero - Crisi nel tempo, Timber Wolf fu introdotto nella miniserie Legion Worlds. Comparve come proveniente dal pianeta Rimbor, casa di Ultra Boy. In questa continuità è il leader della gang rivale di quella di Ultra Boy (Ultra Boy guidava una gang chiamata Emerald Dragon, mentre Timber Wolf guidava una gang chiamata Lone Wolves). Qui ci fu un triangolo amoroso tra lui, Ultra Boy ed Apparittion, poiché la incontrò quando Ultra Boy faceva parte della squadra perso nella Seconda Galassia, e formò una stretta connessione con lei. Timber Wolf capì successivamente che i suoi sentimenti per Apparition erano quelli che avrebbe riservato ad un amico, anche se Ultra Boy rimase lo stesso geloso.
Questa versione del personaggio possedeva anche una forza sovrumana in grado di sollevare 60 t.
Un personaggio di nome Lupine, che somigliava a Furball, comparve brevemente in una storia precedente come ologramma, ma a causa delle modifiche del team creativo non venne ripreso.

### Terzo rinnovamento
Nel rinnovamento del 2004, scritto da Mark Waid, Timber Wolf ricomparve originariamente come un socio della Legione, ma successivamente ne divenne un membro a pieno titolo. Non fu rivelato nulla a proposito delle sue origini in questa serie, terminata con il n. 50 con numerose faccende irrisolte. Anche se non fu mostrata la sua incarnazione lupina in questo rinnovamento, è sempre propenso ad impulsi improvvisi di rabbia e violenza nella sua forma umana, in particolare quando la Principessa Projectra, per cui aveva una cotta, fu minacciata. Quando Projectra, impazzita per la perdita del suo pianeta natale, Orando, cominciò ad incolpare la Legione per la sua perdita, Timber Wolf si mise dalla sua parte, arrivando fino a coprire il pestaggio subito da Phantom Girl per mano di Projectra, facendo fuggire la Principessa dal luogo del delitto e attivando l'anello segreto d'allarme di Phantom Girl solo una volta che fu sicuro Projectra era al sicuro.
Questa versione di Timber Wolf possiede tutti i poteri delle sue ex iterazioni, ma gli venne donata anche la capacità di muoversi ad una velocità super sonica.

### Post-Crisi Infinita
Gli eventi della miniserie Crisi infinita ricostituirono un'analogia simile alla Legione della continuità pre-Crisi sulle Terre infinite, come visto nella storia "The Lightning Saga" comparsa in Justice League of America e in Justice Society of America, e nella storia "Superman and the Legion of Super-Heroes" in Action Comics. Timber Wolf fu incluso nella Legione e sembrò essersi riconciliato con Lightning Lass.
Nella storia crossover "The Lightning Saga" in Justice League of America e in Justice Society of America, si rivelò che Timber Wolf era vivo nel presente, insieme ad altri 6 membri della Legione. Fu scoperto a Gorilla City mentre partecipava ad una gara in cui si cavalcavano dei velociraptor, senza nessuna idea di cosa fossero in realtà. Solo la parola "Lighting Lad" (pronunciata in Interlac) riuscì a restituirgli la memoria. Dopo aver completato la loro missione "segreta" nel XXI secolo, ritornò successivamente nel suo tempo insieme a Dream Girl, Sensor Girl, Dawnstar e Wildfire.

## Poteri e abilità
Originariamente, Timber Wolf era un super umano agile, veloce e con un potente fattore rigenerante, ma quando il siero lo cambiò in un licantropo molto più simile ad un lupo, ottenne anche artigli e denti affilati e molto robusti, che Timber Wolf utilizza in combattimento come arma offensiva, sensi iper-sviluppati e una forza sovrumana che gli permette di sollevare fino a 20 tonnellate. Come sottoprodotto della sua forma lupina, è spesso incline a momenti di furia selvaggia.
Nelle versioni successive, Timber Wolf aumentò la sua forza sovrumana riuscendo a superare le 60 t. e una velocità supersonica.

## In altri media

### Televisione
- Timber Wolf comparve nell'episodio Lontani da casa della serie animata Justice League Unlimited, dove comparve tra i Legionari in prigionia sotto il controllo dei Fatal Five.
- Timber Wolf fu parte della squadra protagonista della serie animata Legion of Super Heroes. Nell'episodio pilota, il padre di Brin, il Dr. Londo condiceva degli esperimenti nelle giungle del pianeta Rawl. Si scoprì che fece degli esperimenti su suo figlio finché non divenne una creatura simile ad un lupo mannaro. Grazie a Saturn Girl, Brin riuscì a riottenere la sua personalità in una forma molto più simile a quella umana. Dopodiché si unì alla Legione, ma si preoccupava di non poter riuscire a controllare la bestia dentro di sé. In "Phantoms", aiutò a sconfiggere gli animali di Drax, che infastidivano Phantom Girl, che non voleva essere aiutata. Timber Wolf andò con Phantom Girl nelle fogne per cercare uno degli animali di Drax, e Phantom Girl gli disse che poteva farcela da sola, al che lui rispose che desiderava che lei la smettesse di comportarsi da principessa. Timber Wolf nutriva dei sentimenti per Phantom Girl. In "Brain Drain", molti Legionari dovettero viaggiare fino ad un pianeta di nome Zuun per raccogliere un raro elemento (lo Zuunio) che avrebbe ricostituito la mente in decadimento di Brainiac 5. Timber Wolf disse che era il suo mondo natale, e che questo faceva di lui il leader della missione. Non si sa quando lui e suo padre si trasferirono su Rawl. L'avvelenamento da Zuunio, disse Timber Wolf, causava mutazioni, anche se gli individui contaminati erano stupidi, simili a zombie, piuttosto che simili alla sua forma ferale, che era causato dallo Zuunio nel fumetto. Nella seconda metà di "Sundown", Timber Wolf ammise che gli piaceva cucinare il pane. Nell'apertura della seconda stagione, fu parte della squadra della Legione che partì per il 41º secolo per sconfiggere Imperiex con il clone di Superman, Kell-El, e fu uno dei pochi Legionari in grado di salvare i suoi compagni di squadra. Quando riportarono indietro il vero Superman, più grande e più forte di prima, Phantom Girl ne fu impressionata e Timber Wolf si ingelosì. In "Cry Wolf", sembrò perdere il controllo del suo lato bestiale e sembrò aver ucciso suo padre prima di scoprire che era un piano elaborato per farlo lavorare al fianco di suo padre ancora una volta. L'episodio fece intendere una possibile relazione tra lui e Phantom Girl.